# Trophée des champions 2013
La Supercoppa di Francia 2013 (ufficialmente Trophée des champions 2013) è stata la trentasettesima edizione della Supercoppa di Francia, la diciottesima organizzata dalla Ligue de Football Professionnel.
Si è svolta il 3 agosto 2013 allo Stade d'Angondjé di Libreville tra il Paris Saint-Germain, vincitore della Ligue 1 2012-2013 e il Bordeaux, vincitore della Coppa di Francia 2012-2013.
A conquistare il trofeo è stato il Paris Saint-Germain per la terza volta nella sua storia, capovolgendo il vantaggio del Bordeaux nei minuti finali dell'incontro.

## Partecipanti
| Squadre             | Qualificazione                             | Partecipazioni precedenti (il grassetto indica la vittoria) |
| ------------------- | ------------------------------------------ | ----------------------------------------------------------- |
| Paris Saint-Germain | Vincitore della Ligue 1 2012-2013          | 6 (1986, 1995, 1998, 2004, 2006, 2010)                      |
| Bordeaux            | Vincitore della Coppa di Francia 2012-2013 | 6 (1968, 1985, 1986, 1999, 2008, 2009)                      |

## Tabellino
| Arbitro: | Efong Nzolo |

|                        |           |            |
| Ongenda 81’ Alex 90+3’ | Marcatori | 38’ Saivet |

| Paris SG | Bordeaux |

### Formazioni
| Paris Saint-Germain: |    |                      |     |     |
|                      |    |                      |     |     |
| P                    | 30 | Salvatore Sirigu     |     |     |
| D                    | 26 | Christophe Jallet    |     |     |
| D                    | 13 | Alex                 |     |     |
| D                    | 2  | Thiago Silva (c)     |     |     |
| D                    | 17 | Maxwell              |     |     |
| C                    | 29 | Lucas                |     |     |
| C                    | 8  | Thiago Motta         | 46’ | 72’ |
| C                    | 14 | Blaise Matuidi       | 78’ |     |
| C                    | 27 | Javier Pastore       |     | 73’ |
| A                    | 10 | Zlatan Ibrahimović   |     |     |
| A                    | 22 | Ezequiel Lavezzi     |     | 74’ |
| A disposizione:      |    |                      |     |     |
| P                    | 1  | Nicolas Douchez      |     |     |
| D                    | 3  | Mamadou Sakho        |     |     |
| D                    | 21 | Lucas Digne          |     |     |
| D                    | 23 | Gregory van der Wiel |     |     |
| C                    | 24 | Marco Verratti       |     | 72’ |
| A                    | 35 | Hervin Ongenda       |     | 73’ |
| A                    | 38 | Kingsley Coman       |     | 74’ |
| Allenatore:          |    |                      |     |     |
| Laurent Blanc        |    |                      |     |     |

| Bordeaux:       |    |                       |       |       |
|                 |    |                       |       |       |
| P               | 16 | Cédric Carrasso       |       |       |
| D               | 25 | Mariano               |       |       |
| D               | 26 | Grégory Sertic        |       |       |
| D               | 14 | Ludovic Sané          |       |       |
| D               | 29 | Maxime Poundjé        |       |       |
| C               | 17 | André Biyogo Poko     |       |       |
| C               | 7  | Landry N'Guémo        | 45+2’ |       |
| C               | 18 | Jaroslav Plašil (c)   |       | 90+2’ |
| C               | 20 | Ludovic Obraniak      |       |       |
| C               | 19 | Nicolas Maurice-Belay |       | 90+3’ |
| A               | 10 | Henri Saivet          |       | 90+1’ |
| A disposizione: |    |                       |       |       |
| P               | 1  | Ažbe Jug              |       |       |
| P               | 30 | Kévin Olimpa          |       |       |
| D               | 2  | Vujadin Savić         |       |       |
| D               | 21 | Matthieu Chalmé       |       |       |
| C               | 8  | Fahid Ben Khalfallah  |       | 90+1’ |
| A               | 12 | Hadi Sacko            |       | 90+3’ |
| A               | 20 | Jussiê                |       | 90+2’ |
| Allenatore:     |    |                       |       |       |
| Francis Gillot  |    |                       |       |       |